# Heinrich Kummer von Falkenfeld
Heinrich Ritter Kummer von Falkenfeld (Pressburg, 22. travnja 1852. – Salzburg, 8. prosinca 1929.) je bio austrougarski general i vojni zapovjednik. Tijekom Prvog svjetskog rata zapovijedao je Armijskom grupom Kummer na Istočnom bojištu.

## Vojna karijera
Heinrich Kummer je rođen 22. travnja 1852. u Pressburgu. Tijekom vojne naobrazbe pohađao je Terezijansku vojnu akademiju u Bečkom Novom Mjestu, te Vojnu akademiju u Beču. U svibnju 1894. imenovan je načelnikom stožera X. korpusa koju dužnost obnaša do travnja 1900. godine. Mjesec dana poslije, u svibnju, promaknut je u čin general bojnika, dok je u čin podmaršala unaprijeđen u svibnju 1905. godine. U veljači 1910. postaje zapovjednikom X. korpusa koju dužnost obnaša do siječnja 1914. godine. U međuvremenu je, u svibnju 1910. promaknut u čin generala konjice.

## Prvi svjetski rat
Na početku Prvog svjetskog rata Kummer postaje zapovjednikom posebno ustrojene Armijske grupe Kummer koja se nalazila na Istočnom bojištu. Navedena armijska grupa nalazila se na lijevom krilu 1. armije, te je imala zadatak da prodre u Poljsku i izazove ustanak Poljaka protiv Rusa. Iako je Kummer sa svojim armijskom grupom tijekom Galicijske bitke ušao u Poljsku, nije postigao bilo kakav uspjeh u pogledu podizanja ustanka, tako da je Armijska grupa Kummer rasformirana 22. rujna 1914. godine.

## Poslije rata
Nakon što je Armijska grupa Kummer rasformirana, Kumer je jedno vrijeme obnašao dužnost u ministarstvu rata. Umirovljen je 1. kolovoza 1916. godine. 
Preminuo je 8. prosinca 1929. godine u 77. godini života u Salzburgu. 

## Vanjske poveznice
(eng.) Heinrich Kummer von Falkenfeld na stranici Oocities.org

(rus.) Heinrich Kummer von Falkenfeld na stranici Hrono.ru

(češ.) Heinrich Kummer von Falkenfeld na stranici Valka.cz

(polj.) Heinrich Kummer von Falkenfeld na stranici Twierdzaprzemysl.org

(njem.) Heinrich Kummer na stranici Biographien.ac.at